# Suk Hyun-jun
Suk Hyun-jun (hangul: 석현준), född 29 juni 1991 i Chungju, är en sydkoreansk fotbollsspelare som spelar för franska Troyes och för Sydkoreas landslag. Tidigare har han spelat för bland andra Ajax, FC Groningen, Marítimo, Al-Ahli, Nacional,  Vitória de Setúbal och Porto.